# Salaponi

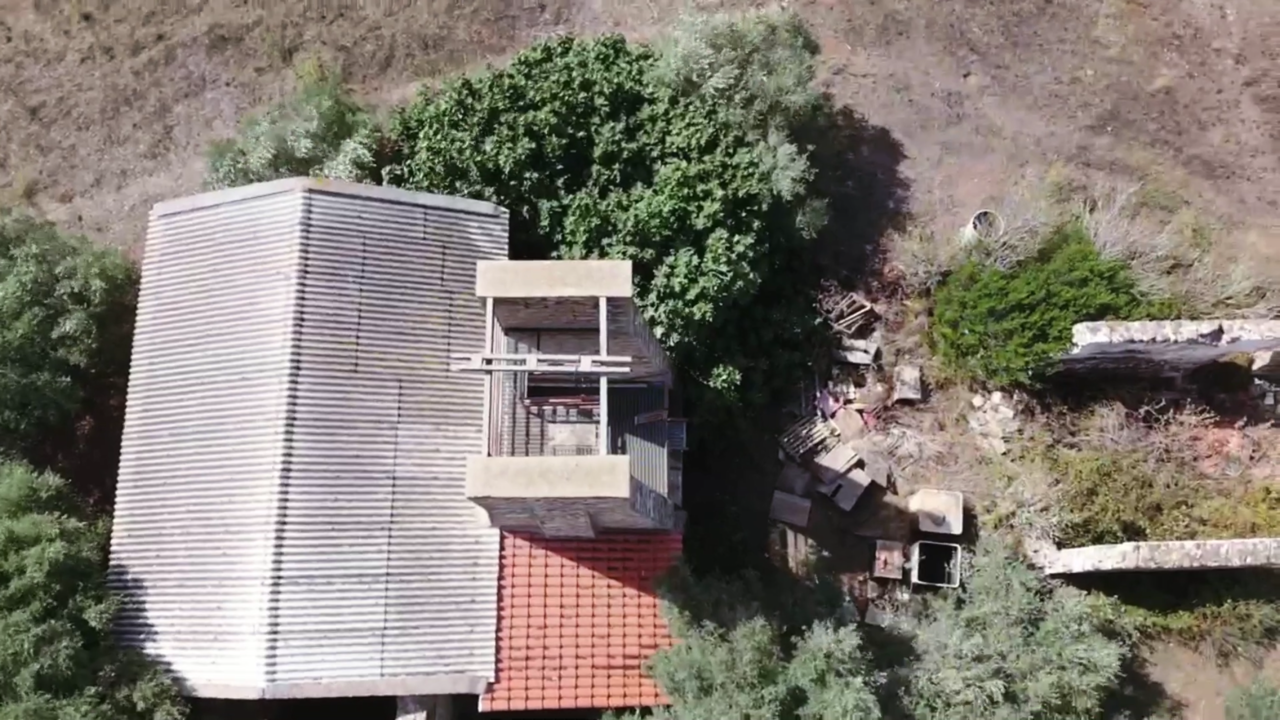
Pozzo principale della miniera di Salaponi visto dall'alto.

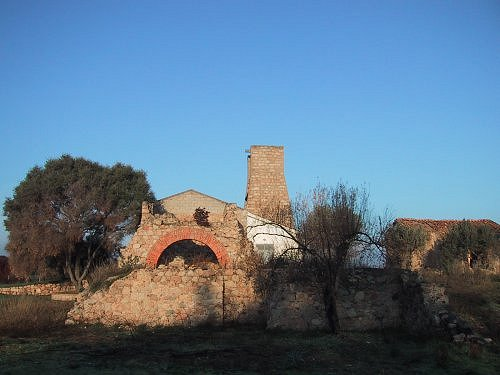
Salaponi. Vista degli edifici principali e del pozzo.

Salaponi è una miniera dimessa di sfalerite e galena nelle vicinanze del comune di Gonnosfanadiga.
È raggiungibile attraverso la strada statale che collega Gonnosfanadiga a Pabillonis.
Apparteneva alla società proprietaria di Montevecchio, la quale ripose interesse per la presenza di siderite, la miniera di Salaponi non fu mai sfruttata appieno per via della scarsità di collegamenti e per la difficoltà nell'approvvigionamento elettrico.
È un raro esempio di miniera in pianura in Sardegna. La struttura è costituita da un pozzo principale, una sala argani ed un paio di edifici dalla muratura in granito.
L'intera area, dopo essere stata messa in sicurezza, è astata abbandonata e non più visitabile.